# Sloboda (Konotop)
Sloboda (ukrainisch und russisch Слобода) ist ein Dorf in der ukrainischen Oblast Sumy mit etwa 3000 Einwohnern (2001).

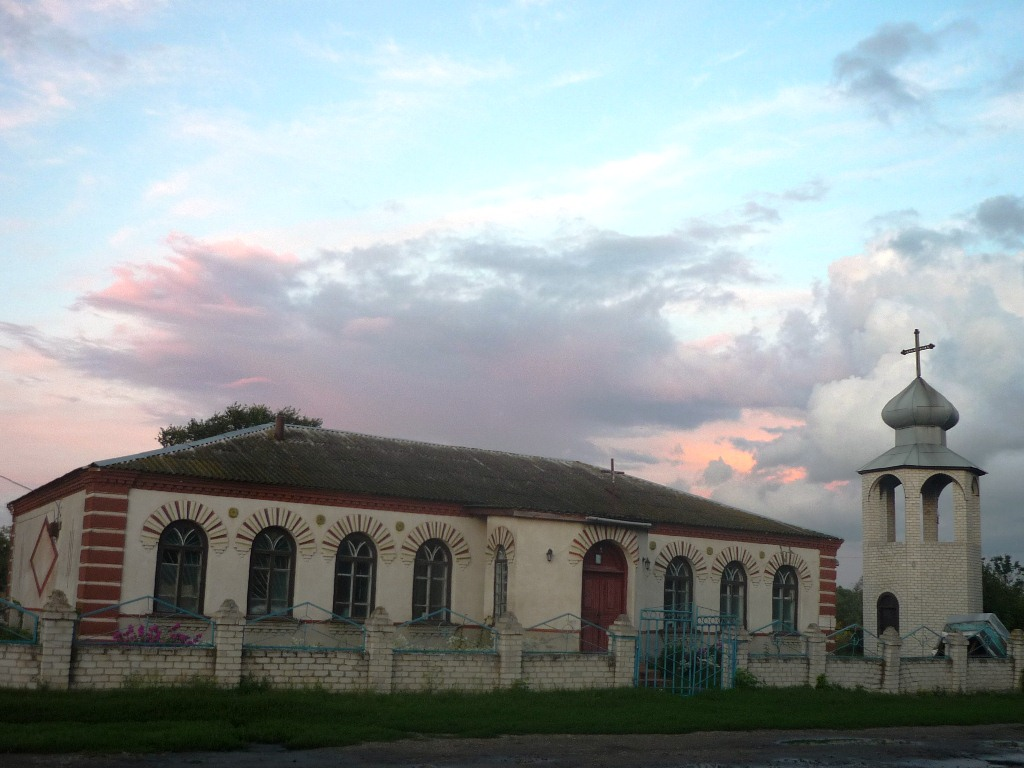
Kirchengebäude vom Beginn des 20. Jahrhunderts

Das im 17. Jahrhundert gegründete Dorf liegt am Ufer des Jesutsch (Єзуч), einem 57 km langen, linken Nebenfluss des Seim, 15 km westlich vom ehemaligen Rajonzentrum Buryn und etwa 100 km nordwestlich vom Oblastzentrum Sumy.
Sloboda besitzt eine Bahnstation an der Bahnstrecke zwischen Konotop und Bilopillja. Durch das Dorf verläuft die Territorialstraße T–19–10.

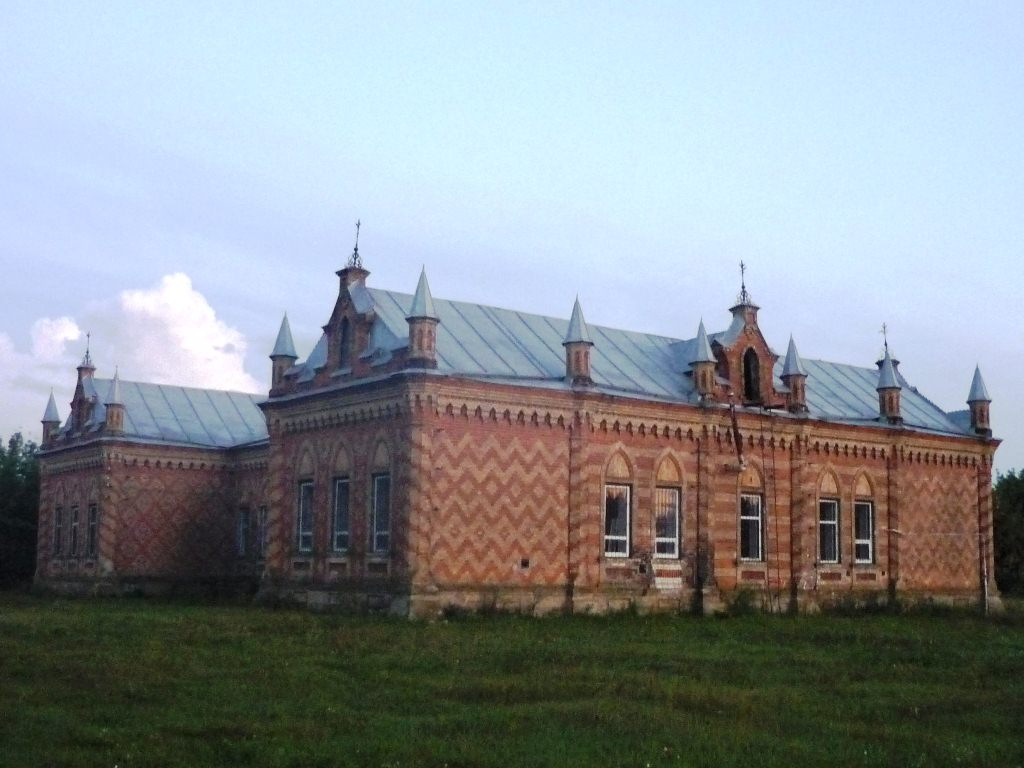
Historisches Gebäudeensemble in Sloboda

Am 12. Juni 2020 wurde das Dorf ein Teil der Stadtgemeinde Buryn, bis dahin bildete es zusammen mit den Ansiedlungen Leontijiwka (Леонтіївка) und Sorotschynske (Сорочинське) die gleichnamige Landratsgemeinde Sloboda (Слобідська сільська рада/Slobidska silska rada) im Westen des Rajons Buryn.
Am 17. Juli 2020 kam es im Zuge einer großen Rajonsreform zum Anschluss des Rajonsgebietes an den Rajon Konotop.

## Söhne und Töchter der Ortschaft
- Witalij Bilonoschko (Віталій Васильович Білоножко; * 1953), Sänger und Varietékünstler[5]